# La noche (libro)
La noche, publicada por primera vez en Argentina en yidis en 1956, es una obra de Elie Wiesel sobre su experiencia con su padre en los campos de concentración nazis de Auschwitz y Buchenwald en 1944-1945, en el momento álgido del Holocausto hacia finales de la Segunda Guerra Mundial. En poco más de 100 páginas de una narrativa fragmentaria, Wiesel escribe sobre la muerte de Dios y su propio y creciente disgusto con la humanidad, lo que se refleja en la inversión de la relación padre-hijo, pues su padre declina hasta un estado impotente y Wiesel se convierte en su resentido cuidador adolescente. «Si solo pudiera librarme de este peso de muerte ... Inmediatamente me avergoncé de mi mismo, avergonzado para siempre». En La noche todo se invierte, se destruyen todos los valores. «Aquí no hay padres, ni hermanos, ni amigos», le dice un kapo. «Todo el mundo vive y muere solo para él».
Wiesel tenía 16 años de edad cuando Buchenwald fue liberado por el Ejército de los Estados Unidos el 11 de abril de 1945, demasiado tarde para su padre, que murió después de una paliza mientras Wiesel yacía en silencio en la litera de arriba por miedo a que también a él le pegasen. Se trasladó a París después de la guerra. Después de un periodo de diez años en el que se negó a hablar sobre los eventos que vivió y tras haber perdido su confianza en Dios y en la humanidad, en 1954 terminó un manuscrito de 862 páginas en yidis sobre sus experiencias, que se publicó en Argentina como una obra de 245 páginas titulada Un di velt hot geshvign («Y el mundo callaba»). El novelista François Mauriac le ayudó a encontrar una editorial francesa. Les Éditions de Minuit publicaron 178 páginas como La Nuit en 1958. Mauriac le convenció a que modificase la historia de su primer texto para abarcar un público más amplio. En 1960 Hill & Wang publicó en Nueva York una traducción de 116 páginas bajo el título de Night.
Cincuenta años después, el libro había sido traducido a treinta idiomas, y ahora es una de las piedras angulares de la literatura del Holocausto, junto a Si esto es un hombre de Primo Levi y El diario de Ana Frank.
No queda claro cuánto de La noche es memoria. Wiesel lo ha llamado su declaración, pero los eruditos han encontrado dificultades a la hora de considerarlo como un relato sin adornos. La crítica literaria Ruth Franklin escribe que la poda del texto del yidis al francés transformó un enfadado relato histórico en una obra de arte.
La noche es el primer libro de una trilogía: La noche, El alba y El día, que marca la transición de Wiesel durante y después del Holocausto de la oscuridad a la luz, según la tradición judía de empezar un nuevo día con el ocaso. «En La noche», dijo, «quería mostrar el final, la finalidad del evento. Todo llegó a un final –hombre, historia, literatura, religión, Dios. No quedaba nada. Y aún así empezamos de nuevo con la noche».
El estilo narrativo de Wiesel se caracteriza por oraciones cortas, fragmentadas y difusas, con cambios frecuentes de punto de vista. Según el autor, «es el estilo de los cronistas de los guetos, donde todo se tiene que decir rápidamente, con un sólo aliento. Nunca sabías cuando el enemigo podría estar en tu puerta». Los temas recurrentes son su progresivo descontento con la humanidad y su pérdida de fe en Dios, lo cual claramente se refleja en el momento que su padre cae en un estado de impotencia, y él se convierte en su cuidador —aunque con rencor—, invirtiendo los papeles tradicionales en la relación de padre e hijo. Es así que manifiesta en su relato refiriéndose a su padre: «Si pudiera desembarazarme de ese peso muerto [...] enseguida sentí vergüenza, para toda la vida de mí mismo». En La noche, todo está trastornado, cada valor, destruido. El kapo encargado del bloc le dice: «Aquí no hay padre que valga, ni hermano, ni amigo. Cada uno vive y muere para sí, solo».
La noche es el primer libro de una serie llamada Trilogía de la noche. Los otros dos libros, El alba y El día, son relatos ficticios que reflejan su pensar durante y después de la guerra. El título del libro está basado en la tradición judía de que cada día comienza con el ocaso. Esta creencia parte del primer capítulo, versículo 5 del libro del Génesis: «Y fue la tarde y la mañana un día». Según Wiesel en La noche, «quería demostrar el resultado, la finalidad del evento. Todo llegó a su fin —el hombre, la historia, la literatura, la religión, Dios. No había quedado nada. Y aun así empezamos de nuevo con la noche—».

## Argumento

### Moshé-Shames
El narrador principal de La noche es Eliezer o de forma diminutiva Elie, un adolescente y devoto judío ortodoxo, que lee el Talmud durante la mañana y, al final de la jornada, va a la sinagoga «para llorar la destrucción del Templo». Allí, habla con Moshé-Shames, conserje de la sinagoga, sobre el Cábala y los misterios del universo, y le enseña que «El hombre se eleva hacia Dios por las preguntas que le formula» y que «cada pregunta posee una fuerza que la respuesta no contiene ya...». La novela vuelve repetidamente a este tema de una fe espiritual sostenida, no por respuestas, sino por preguntas.
Cuando el gobierno húngaro dictaminó que los judíos que fuesen incapaces de probar su ciudadanía serían expulsados, Moshé-Shames junto a otros judíos extranjeros fueron amontonados en vagones de tren para ganado y deportados hacia Polonia. De alguna forma logró escapar, aunque según él fue salvado milagrosamente por Dios y posiblemente con el fin de que salvase a los judíos de Sighet. Es así que regresó apresuradamente al pueblo para relatar la historia la cual él denominaba «mi muerte».

«Sus ojos ya no reflejaban alegría. Ya no cantaba. Tampoco hablaba de Dios o de la Cábala sino sólo de lo que había visto. La gente no sólo se negaba a dar crédito a sus historias sino aun a escucharlo».

Moshé-Shames iba por cada casa del pueblo y narraba sus vivencias. «Judíos, escúchenme. Es lo único que les pido. Ni dinero ni compasión. Pero escúchenme». En su historia contaba que el vagón en el que fue deportado cruzó Polonia y una vez allí la Gestapo —la policía secreta oficial de la Alemania nazi— tomó control de él. Posteriormente los judíos fueron transportados en camiones a un bosque en Galitzia, cerca de Kolomaie, donde se les obligó a cavar sus propias fosas. Cuando habían finalizado de cavar, se les indicó a los prisioneros que debían «acercarse al foso y presentar la nuca», para finalmente dispararles. Los bebés eran arrojados y utilizados como objetivo de las ametralladoras. Moshé narra su terrible experiencia, primero cuenta la historia de una joven llamada Malka que estuvo moribunda durante tres días consecutivos antes de fallecer, también sobre el sastre Tobías que rogó que lo asesinasen antes que sus hijos, y como él, Moshé, fue disparado en una pierna y salvado porque supusieron que estaba muerto. Aun así los judíos de Sighet no lo escuchaban y murmuraban:

«Trata de que nos compadezcamos de su suerte. Qué imaginación...O bien: el pobre se ha vuelto loco. Y él [Moshé] lloraba...».

Eliezer intentó convencer sin ningún éxito a su padre de que su amigo Moshé decía la verdad y que sería mejor emigrar hacia Palestina. Sin embargo, Shlomo rehusó la idea de empezar una vida nueva en otro país, ya que se sentía muy viejo. Si esta decisión hubiese sido distinta posiblemente el destino de la familia de Elie habría tomado otro rumbo.

### Los guetos de Sighet
En los siguientes dieciocho meses las restricciones hacia los judíos incrementaron gradualmente. Se prohibió que guardasen en sus hogares objetos de valor, que visitasen restaurantes, que asistiesen a la sinagoga y que saliesen de sus casas pasadas las seis de la tarde. En todo momento debían usar la estrella amarilla y el padre de Eliezer comenta de una forma optimista: 

«¿La estrella amarilla? De eso no se muere… (¡Pobre padre! ¿De qué has muerto entonces?)».

## Contexto

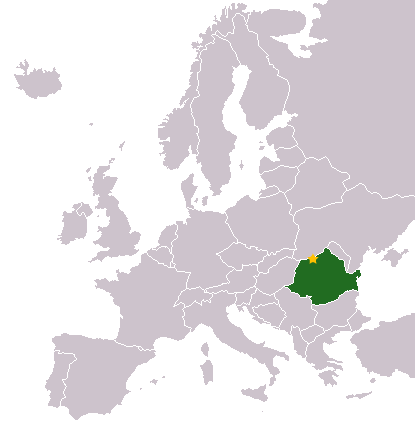
Ubicación de Sighet en Europa.

Wiesel nació el 30 de septiembre de 1928 en la ciudad rumana de Sighet, ubicada en los Montes Cárpatos al norte de Transilvania, y que en 1940 fue anexada a Hungría con la ayuda de Alemania. Vivía con su padre Shlomo, su madre Sara y sus hermanas —Hilda, Beatriz y Judith «Tzipora»— en una pequeña comunidad de entre 10.000 y 20.000 judíos ortodoxos.
Cuando la Alemania nazi invadió a Hungría en la medianoche del 18 de marzo de 1944, pocos creían que corrían algún peligro. La noche comienza con la descripción del personaje Moshé-Shames, bedel de la sinagoga del pueblo y uno de los residentes más humildes, quien advierte, en vano, a los habitantes de que huyeran y se salvasen.
Mientras los aliados se preparaban para la Batalla de Normandía y la liberación de Europa durante los meses de mayo y junio de ese año, Wiesel y su familia, junto con 15.000 otros judíos de Sighet y 18.000 adicionales de pueblos adyacentes, eran deportados por las tropas alemanas a los campos de concentración. Una vez allí su madre y su hermana menor fueron enviadas de inmediato a las cámaras de gas. Hilda y Beatriz sobrevivieron, separadas del resto de la familia. Wiesel logró permanecer junto a su padre y ambos sobrevivieron trabajo forzoso y la marcha de la muerte hasta el campo de Buchenwald, donde murió su padre, aproximadamente dos meses antes de la llegada de las tropas estadounidenses.